# Шлафрок

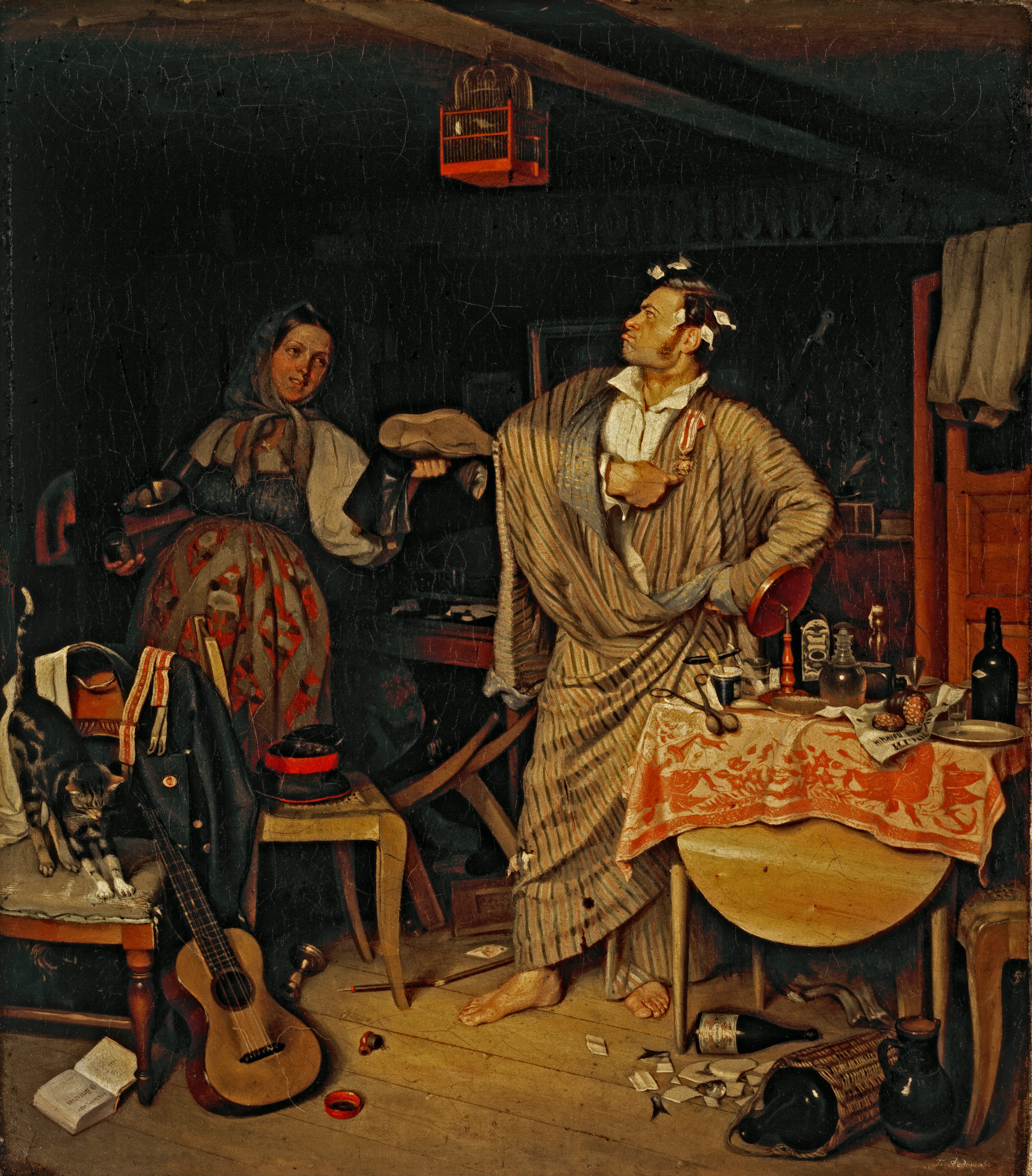
П. А. Федотов. Свежий кавалер. 1846

Шлафро́к (нем. Schlafrock, также шла́фор, шлафо́рк) — разновидность халата, просторная домашняя одежда XVIII-XIX вв., носившаяся и мужчинами и женщинами. Представлял собой подбитый ватой или мехом просторный халат длиной до лодыжек из атласа, тармаламы или кашемира с простёганными обшлагами и воротником (шалевым) другого цвета, без пуговиц, с широким запахом, карманами и поясом в виде витого шнура с кистями.
Русское название данного предмета одежды является заимствованием из немецкого языка (с нем. — «халат», букв. нем. спальная куртка). Согласно Этимологическому словарю Фасмера, часть «-ок» в слове «шлафрок» воспринималось в русском языке как уменьшительно-ласкательный суффикс, вследствие чего появилось новообразование «шлафор».
Впервые в русском название данного предмета одежды в форме «шляфрок» (опосредованно через пол. szlafrok) содержится в путевых записках Бориса Куракина за 1707 год, а в современной форме — в таможенном «Тарифе Санктпитербургского, Выборгского, Нарвского, Архангелогородского, Кольского портов» 1724 г., где в перечне привозимых товаров, по тогдашней классификации относимых к «галантерее», содержатся также «шлафроки мужские и женские,… тафтяные писанные».

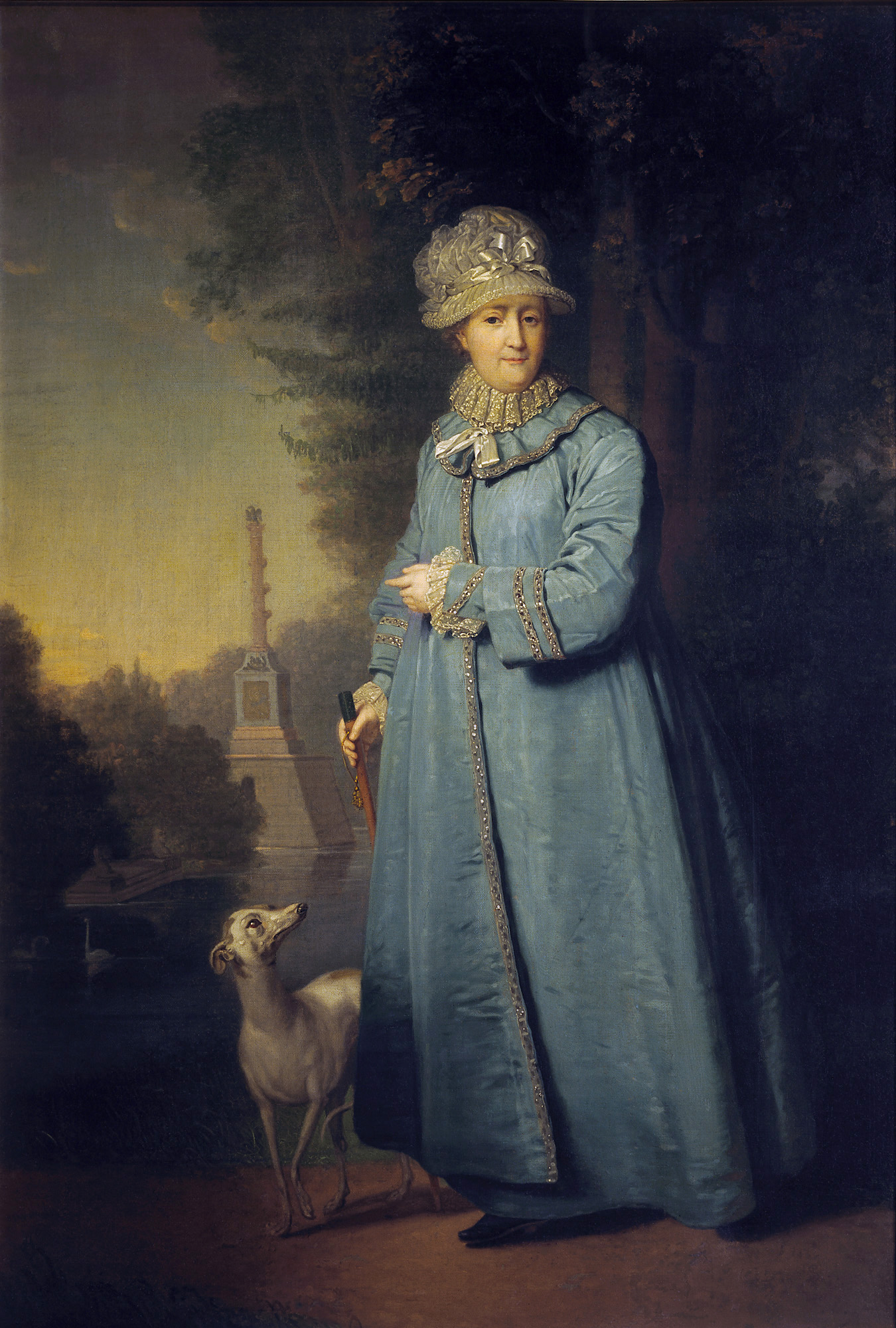
В. Л. Боровиковский. Екатерина II на прогулке в Царскосельском парке. 1794

Данный предмет одежды появился в XVIII веке, но, например, в России, будучи заимствованным в петровскую эпоху, прочно укрепился в дворянском быту лишь во второй половине того же столетия. Он был преимущественно утренней одеждой, но носили его и даже днём, а в деревне помещики могли проносить его до вечера. В нарядно выглядевших шлафроках, «парадном неглиже», мужчины принимали дома гостей, прибывавших с неофициальным визитом. Мужские шлафроки носили с феской и домашними туфлями без задников. Особой популярностью этот предмет одежды стал пользоваться в 1830-е годы, вплоть до того, что в данное десятилетие для них создавались специальные ткани, чаще всего в восточном стиле. Газета «Молва» в 1832 году (№ 63) рекомендовала модникам шить шлафроки из дамских турецких шалей.
Женщинам по правилам хорошего тона дозволялось появляться в шлафроках на людях только в первой половине дня, занимаясь хозяйственными делами. Женские шлафроки отличались от мужских цветовой гаммой, отделкой и используемой материей.
В прессе XVIII и первой половины XIX вв., например, журналах, публиковались советы, как правильно во время утренних приёмов носить шлафрок, чтобы выглядеть как можно более нарядно.
Шлафрок играл роль и в погребальном церемониале русских императоров. После того, как тело умершего государя было обмыто, камердинеры надевали на него белый шлафрок, и в таком виде, клали тело на принадлежавшую усопшему постель в Почивальной комнате, над которым придворные священники в траурном облачении посменно и каждодневно, вплоть до дня похорон, по утрам и вечерам читали Евангелие. Аналогичное действие проделывалось и с телом усопшей императрицы, однако забота о теле возлагалась на новую императрицу (в частности, во время кончины Екатерины II «вступила в распоряжение порученного её попечению тела» супруга цесаревича Павла Мария Фёдоровна), а обмывать и одевать тело покойницы должны были камер-юнгферы и фрейлины.
Наряду с шлафроком в России в качестве домашней одежды также использовались другие разновидности халатов и архалук.
В конце XIX века шлафрок как предмет неформальной домашней одежды стал постепенно выходить из употребления, в прессе предписывали тем, у кого не было средств на поддержание чистоты и белизны своих белья и кружев, отказываться от «нарядных неглиже», и вместо халатов и шлафроков носить скромную домашнюю одежду.
Данный предмет одежды часто встречается в литературных произведениях периода его бытования (особенно в русскоязычных), а также на живописных полотнах. Например, в шлафрок облачён главный герой картины «Свежий кавалер» Павла Федотова (1846 г.) — дворянин, только что получивший орден и красующийся с ним, даже нацепив на свой халат.
Шлафрок мышиного цвета с голубыми кистями имелся у мужа Любочки в пьесе А. П. Чехова «Свадьба». У Ф. М. Достоевского в «Братьях Карамазовых» в домашнем шлафроке с чёрной шалью и туфлях выступает госпожа Хохлакова. Шлафор на вате упоминается в «Евгении Онегине» и «Метели» А. С. Пушкина. В пушкинском же романе «Арап Петра Великого» живущий в доме Гаврилы Ржевского пленный шведский офицер, служащий танцмейстером его дочери, носит китайчатый шлафрок. В романе «Соборяне» Николая Лескова Татьяна Николаевна, жена протопопа Савелия Туберозова, готовясь к приходу мужа домой, вносит пикейный шлафрок белого цвета.